# Władysław IV Vasa
Władysław IV Vasa (tiếng Ba Lan: Władysław IV Waza; tiếng Litva: Vladislovas Vaza; tiếng Nga: Владислав IV Ваза, chuyển tự: Vladislav IV Vaza; tiếng Latinh: Vladislaus IV Vasa hoặc Ladislaus IV Vasa; 9 tháng 6 năm 1595 - 20 tháng 5 năm 1648) là một hoàng tử Ba Lan của dòng họ Vasa. Ông trị vì như là Vua Ba Lan và Công tước xứ Lithuania từ ngày 8 tháng 11 năm 1632 cho đến năm 1648.
Władysław IV là con trai của Zygmunt III Waza (Ba Lan: Zygmunt III Waza) và vợ của ông, Anna xứ Áo (còn được gọi là Anna xứ Habsburg). Năm 1610, Władysław IV được Hội đồng bảy boyars chọn làm vua Nga nhưng không thừa nhận ngai vàng của Nga do sự phản đối của cha mình. Tuy nhiên, cho đến năm 1634 ông đã sử dụng danh hiệu Đại công tước Moscow.
Được bầu làm vua Ba Lan năm 1632, Władysław khá thành công trong việc bảo vệ Thịnh vượng chung Ba Lan - Lietuva chống lại cuộc xâm lược, đáng chú ý nhất là cuộc Chiến tranh Smolensk năm 1632–34. Ông ủng hộ sự khoan dung tôn giáo và thực hiện các cải cách quân sự, chẳng hạn như việc thành lập Hải quân Liên bang. Ông cũng là một người bảo trợ nổi tiếng về nghệ thuật và âm nhạc. Mặc dù thất bại trong việc giành lại ngai vàng ở Thụy Điển, nhưng ông cũng thành công trong việc đánh bại Đế quốc Ottoman, tăng cường quyền lực hoàng gia và cải cách Thịnh vượng chung.
Ông đã chết mà không có một người thừa kế hợp pháp và ngai vàng Ba Lan được kế thừa thành công bởi người em cùng cha khác mẹ của ông, Jan II Kazimierz Waza (Jan Kazimierz Waza). Cái chết của Władysław đánh dấu sự kết thúc của sự ổn định tương đối trong Thịnh vượng chung Ba Lan - Lietuva, khi các cuộc xung đột và căng thẳng đã phát triển qua nhiều thập kỷ đã đến đầu với những hậu quả tàn phá, đáng chú ý là cuộc nổi dậy lớn nhất của người Cossack -Cuộc nổi dậy Khmelnytsky (1648) - và cuộc xâm lược của Thụy Điển ("the Deluge", 1655–60).

## Cuộc đời
Cha của Władysław, Zygmunt III Waza, cháu trai của vua Gustav I của Thụy Điển, đã kế vị cha mình lên ngôi Thụy Điển năm 1592, nhưng lại để mất ngôi vào năm 1599 bởi chú của ông là vua Karl IX của Thụy Điển. Điều này dẫn đến một mối thù lâu năm, khi các vị vua nhà Vasa tuyên bố minh là người kế thừa ngai vàng ở Thụy Điển. Điều này dẫn đến cuộc Chiến tranh Ba Lan - Thụy Điển từ 1600–29 và sau đó đến Chiến tranh phương Bắc năm 1655.

### Thiếu niên

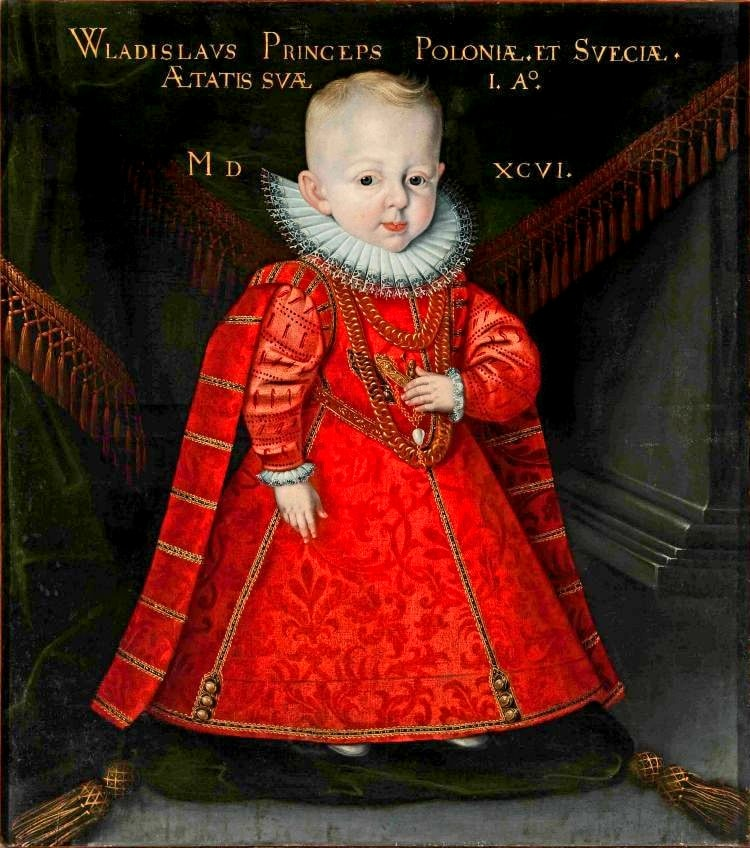
Chân dung của Władysław IV lúc 1 tuổi.

Cuộc hôn nhân của Anne của Austria với Sigismund III là một cuộc hôn nhân truyền thống, có động cơ chính trị, nhằm kết nối nhà vua họ Vasa với vương triều Habsburg danh tiếng. Władysław sinh ngày 9 tháng 6 năm 1595 tại dinh thự mùa hè của nhà vua ở Łobzów, gần Kraków, một vài tháng sau khi lâu đài Wawel bị lửa thiêu rụi.
Mẹ của Władysław mất ngày 10 tháng 2 năm 1598, chưa đầy ba năm sau khi sinh ra ông. Ông được nuôi dưỡng bởi người hầu của mẹ mình, bà Urszula Meierin, người cuối cùng đã trở thành một người có uy tín mạnh mẽ tại triều đình, với nhiều ảnh hưởng lớn đến ông. Khoảng đầu thế kỷ 17 Urszula mất dần ảnh hưởng của mình, vì Władysław đã có được những giáo viên và cố vấn mới, như linh mục Gabriel Prowancjusz, Andrzej Szołdrski và Marek Łętkowski, và trong các vấn đề quân sự, Zygmunt Kazanowski. Phần lớn chương trình học của ông được thiết kế bởi linh mục Piotr Skarga, được quý trọng bởi Sigmismund III. Władysław học nhiều năm tại Học viện Kraków, và trong hai năm, ở Rome
Ở tuổi 10 Władysław được phong là hoàng tử. Władysław thành lập một tình bạn với Adam Kazanowski và anh trai của ông, Stanisław. Đó là thông báo rằng Władysław trẻ quan tâm đến nghệ thuật; sau này điều này đã khiến ông trở thành một người bảo trợ quan trọng của nghệ thuật. Ông đã nói và viết bằng tiếng Đức, tiếng Ý và tiếng Latinh. Władysław đã được yêu thích bởi các szlachta (quý tộc Ba Lan), nhưng kế hoạch của cha mình để đảm bảo cho ông có ngai vàng của Ba Lan (vivente rege) đã không được thực hiện do sự chống đối của quý tộc - sau này quý tộc nổi loạn nhưng bị nhà vua dập tắt.

### Sa hoàng Nga
Để tăng cường can thiệp vào nội tình nước Nga, năm 1609 vua Ba Lan chuyển triều đình ra Vilnius (thủ đô của Đại vương công Lietuva). Nhưng Vilnius bị phóng hỏa làm triều đình Ba Lan phải rút vào lâu đài Vilnius. Ngay sau đó, Władysław, 15 tuổi, được bầu làm Sa hoàng bởi hội đồng quý tộc Moscow sau khi lật đổ Sa hoàng Vasily Shuysky trong Chiến tranh Ba Lan-Muscovite. Cuộc bầu cử ở Nga đã bị phá hoại bởi cha ông, Sigismund, người nhằm mục đích chuyển đổi dân số của Moscow từ Chính thống giáo sang Công giáo. Thay vào đó, Sigismund muốn con trai phải làm Nhiếp chính, điều này làm cha con bất đồng sâu sắc. Một thời gian ngắn sau, bắt đầu vào năm 1610, Władysław đem quân đánh vào nước Nga và tự tuyên bố là Đại công tước Moscow.
Bị quân dân Nga đánh bại ở nhiều nơi, quân Ba Lan của cựu Sa hoàng Władysław cố gắng chống trả nhưng không thể chiếm được Moscow. Cuối cùng, Khối thịnh vượng chung đã đạt được một số lãnh thổ tranh chấp trong Hòa ước Deulino, nhưng Władysław không bao giờ có thể trị vì ở Nga - người thay thế làm Sa hoàng Nga mới là Mikhail I của Nga. Władysław giữ được danh hiệu Đại công tước Moscow, nhưng không bao giờ cai trị thực tế ở nước Nga cho đến năm 1634. Nguyên nhân của thất bại này là: các chỉ huy Ba Lan ở Nga lạm quyền, Quốc hội Ba Lan không cấp tiền cho cuộc chiến vì quá tốn kém.

### Hoàng tử nhà Vasa

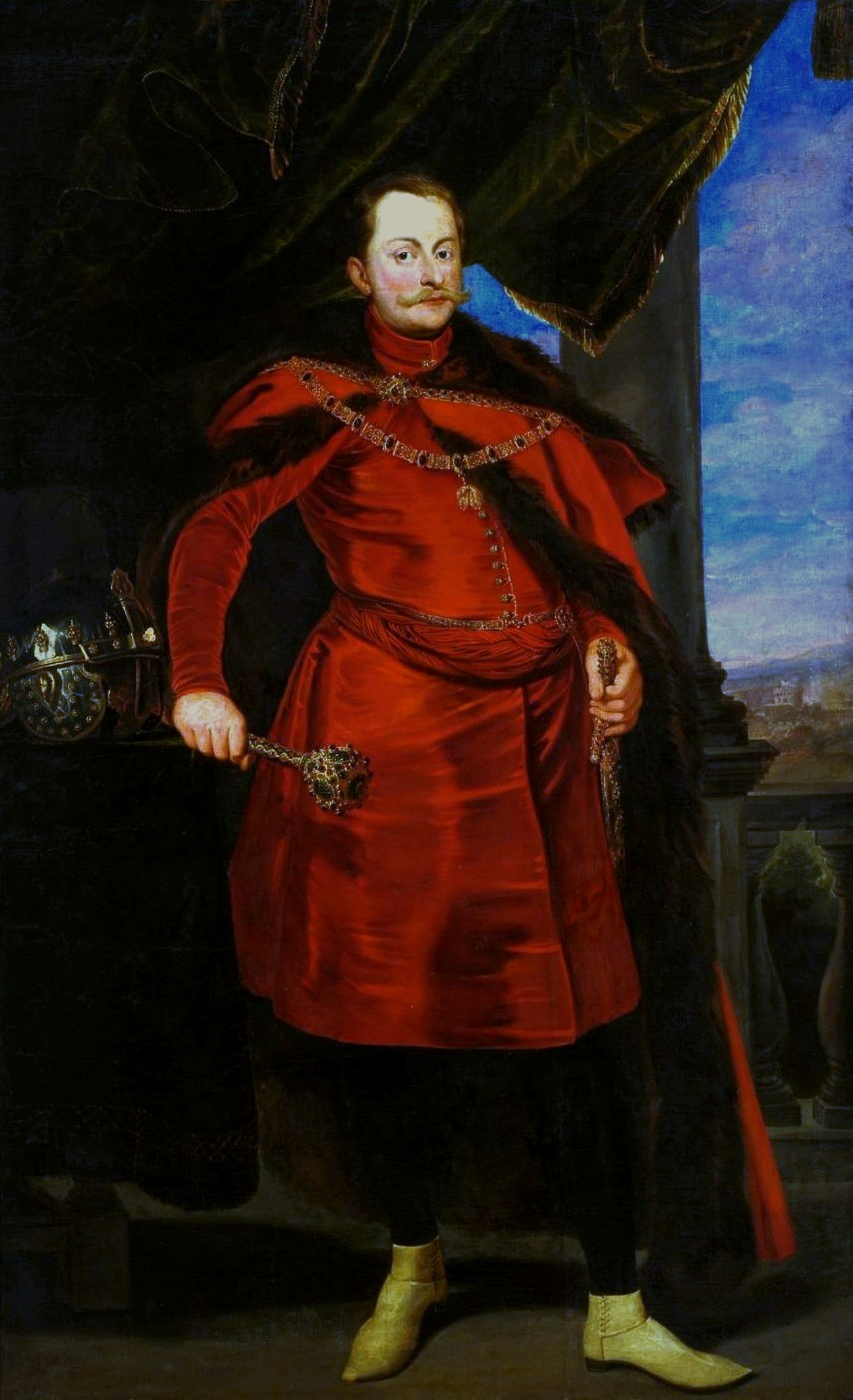
Chân dung Vương tử Władysław vào năm 1623

#### Tham gia chiến tranh Ba mươi năm
Trước khi ông được bầu làm vua của Khối thịnh vượng chung, Władysław đã chiến đấu trong nhiều chiến dịch để tìm kiếm vinh quang cá nhân. Sau chiến dịch cuối cùng chống lại người Nga vào năm 1617-1618 (cuối thời kỳ Dymitriads), năm 1619 ông tới Silesia, tìm kiếm cơ hội để giúp Habsburgs trong cuộc chiến chống lại người Hussites của Séc trong cuộc chiến ba mươi năm. Cơ hội đó chưa bao giờ đến, nhưng từ thời điểm đó trở đi, Władysław có mối quan hệ tốt với George William, Tuyển hầu tước Brandenburg.
Năm sau Władysław tham gia vào giai đoạn thứ hai của Chiến tranh Ba Lan - Ottoman, hậu quả của một loạt các cuộc đấu tranh kéo dài giữa Ba Lan và Ottoman trên đất Moldavia. Năm 1621 Władysław là một trong những chỉ huy Ba Lan trong Trận Chocim; giữa trận thì ông bị bệnh nhưng đã dùng tiếng nói của lý trí, thuyết phục các chỉ huy Ba Lan khác ở lại và chiến đấu. Lời khuyên của ông là chính xác, và trận chiến cuối cùng kết thúc với một hiệp ước hòa bình đã đưa Ba Lan trở lại nguyên trạng từ trước cuộc xâm lăng Ottoman. Hiệp ước hòa bình này cũng đã giúp cho Władysław một danh tiếng quốc tế như là một "người bảo vệ đức tin Kitô giáo", và gia tăng sự nổi tiếng của ông trong chính Khối thịnh vượng chung.

#### Học hỏi phương Tây vả cải cách đất nước
Năm 1623, trong khi gần Gdańsk (Danzig), ông chứng kiến thái độ kiêu ngạo của Gustav II Adolf khi Gustav tuyên bố hải quân Thụy Điển có nhiều ưu thế trên biển và yêu cầu lấy Gdańsk (Khối thịnh vượng chung không có hải quân). Năm 1624, vua Sigismund quyết định cho Władysław để đi du lịch đến Tây Âu. Vì lý do an ninh, Władysław du hành dưới cái tên giả, Snopkowski (từ Snopek của Ba Lan nghĩa là "trong vòng tay của nhà Vasa"). Trong chuyến hành trình của mình (1624–1625), ngài được Albrycht Stanisław Radziwiłł đi cùng và các cận thần theo. Đầu tiên, ông tới Wrocław (Breslau), rồi đến Munich, nơi ông gặp Maximilian I, Tuyển hầu tước Bavaria. Tại Brussels, ông gặp Infanta Isabella Clara Eugenia của Tây Ban Nha; ở Antwerp thì gặp Rubens. Gần Breda, ông gặp Ambrosio Spinola. Trong thời gian ở lại với Spinola, ông đã bị ấn tượng bởi các kỹ thuật quân sự phương Tây; điều này sau này được phản ánh khi ông trở thành vua, vì các vấn đề quân sự luôn quan trọng đối với ông. Trong khi không phải là một thiên tài quân sự, và được vượt qua bởi vị tướng lĩnh Ba Lan đương thời của ông, Stanisław Koniecpolski, Władysław được biết đến như một chỉ huy quân sự khá khéo léo. Tại Rome, ông được Giáo hoàng Urbanô VIII chào đón, người đã chúc mừng ông về cuộc chiến chống lại người Ottoman. Trong thời gian lưu trú tại Florence, ông đã rất ấn tượng với opera, và quyết định mang hình thức nghệ thuật này đến Thịnh vượng chung, nơi mà trước đây nó chưa được biết đến. Ở Genoa và Venice, ông rất ấn tượng với các xưởng đóng tàu địa phương, và ở Pisa, ông đã chứng kiến một cuộc chiến hải quân được tổ chức đặc biệt, những kinh nghiệm dẫn đến nỗ lực sau này của ông để tạo ra Hải quân Liên bang Ba Lan – Litva

#### Trở về Ba Lan và kế thừa ngôi vua
Sau khi trở về Ba Lan, ông đã chiến đấu năm 1626 chống lại người Thụy Điển trong giai đoạn cuối của Chiến tranh Ba Lan - Thụy Điển, nơi ông tham gia vào trận chiến Gniew. Sự tham gia của ông trong cuộc xung đột này, kéo dài cho đến khi ký kết Hòa ước Altmark năm 1629 mà không giành được thắng lợi nào. Trở về nước, Władysław được cha vận động các quý tộc bầu lên ngôi vua Ba Lan bất chấp các khó khăn trước mắt. Sau khi Sigismund qua đời vì đột quỵ sáng 30/4/1632, vấn đề bầu cử ngai vàng Ba Lan được đặt ra lần nữa

## Vua

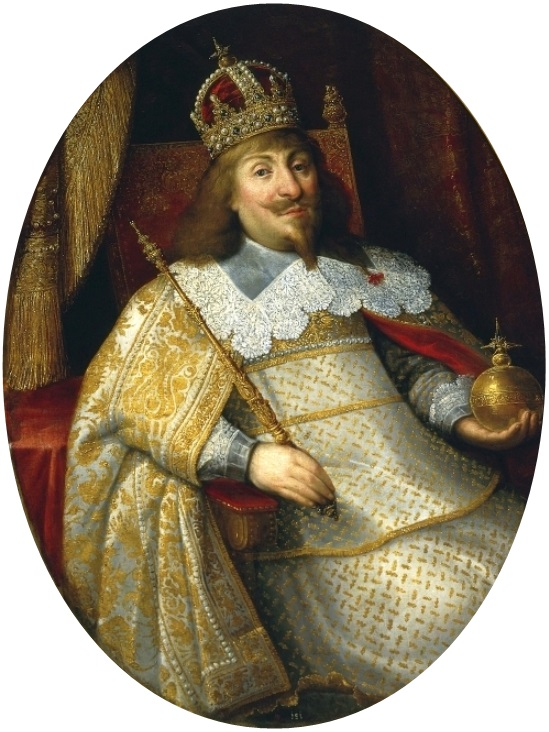
Chân dung Wladyslaw IV, khoàng năm 1635.

Cuộc bầu cử Sejm năm 1632 kết thúc với chiến thắng thuộc về Wladyslaw mà không có những ứng cử viên nghiêm túc nào khác. Quyết định về ai sẽ là vị vua kế tiếp của Khối thịnh vượng chung cũng được đặt ra tại Hội nghị kế tiếp vào ngày 13/11/1632, và Wladyslaw là ứng cử viên sáng giá cho ngôi vua Ba Lan. Trong hội nghị, Wladyslaw cam kết tự tài trợ cho một trường quân sự và trang thiết bị; tìm cách tài trợ cho một hạm đội hải quân; để duy trì liên minh hiện tại; không hỗ trợ nhiều về nơi ở cho người nước ngoài cư trú; không đàm phán hiệp ước hòa bình hoặc tuyên chiến mà không có sự chấp thuận của Sejm; không lấy vợ mà không có sự chấp thuận của Thượng viện. Khi kết quả bầu cử được công bố bởi Thái Đại Nguyên soái, Łukasz Opaliński, giới quý tộc (szlachta), người đã tham gia cuộc bầu cử, đã bắt đầu lễ hội để vinh danh vị vua mới, kéo dài ba tiếng đồng hồ. Władysław được trao vương miện tại Nhà thờ Wawel, tại Kraków vào ngày 6 tháng 2 năm sau (năm 1633).

### Chiến dịch quân sự

#### Chiến dịch Smolensk (1632 - 1633)

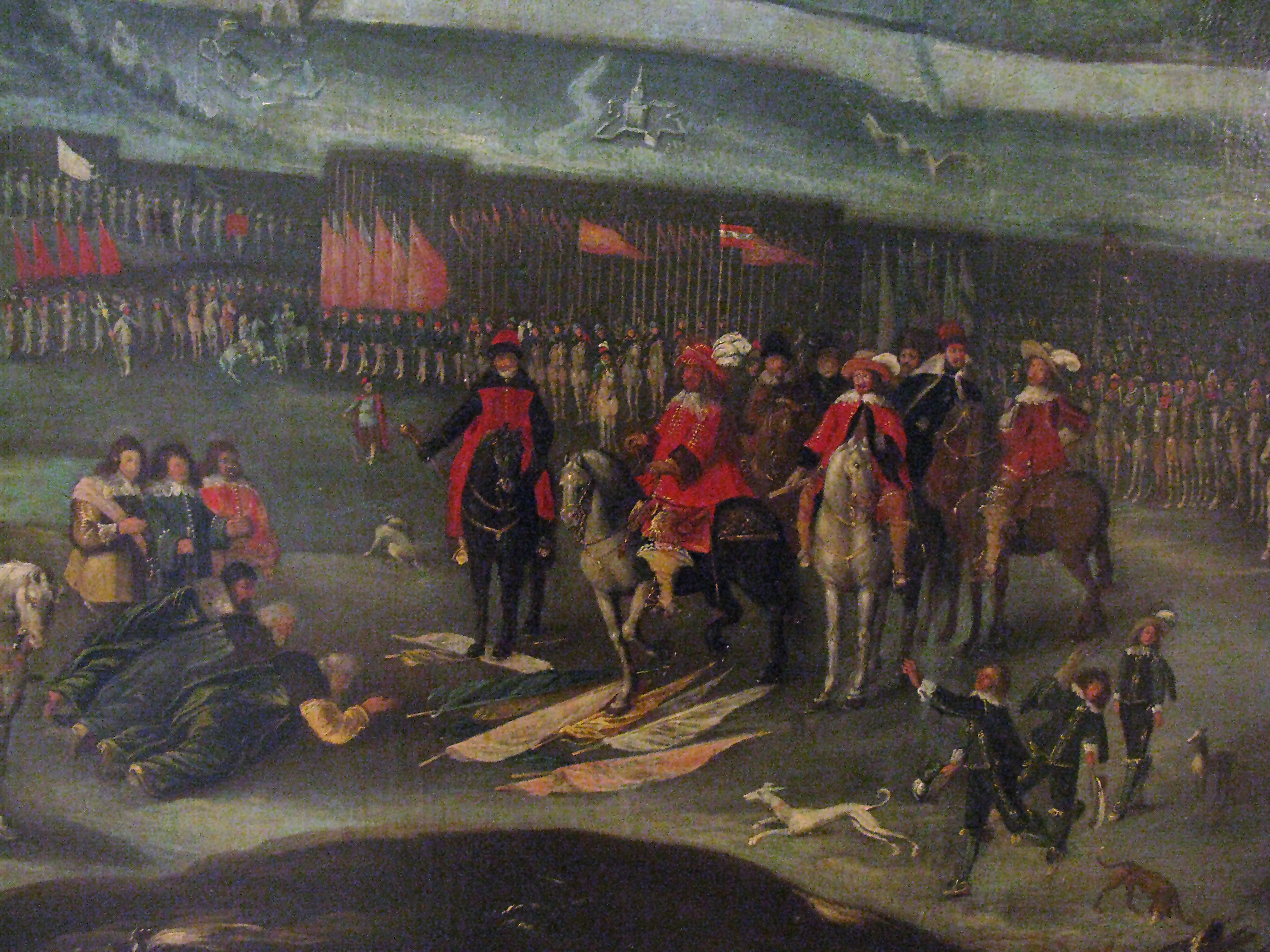
Vua Władysław IV tiếp nhận sự đầu hàng của quân Nga tại thành Smolensk vào năm 1634.

Trong một nỗ lực để đánh bật ảnh hưởng của Ba Lan ở nước Nga ngay khi tân vương Wladyslaw IV vừa lên ngôi, Sa hoàng Mikhail I của Nga đã ra lệnh tấn công vào Khối thịnh vượng chung. Tháng 10/1632, một đội quân Nga bất ngờ vượt biên giới phía đông để vào Khối thịnh vương chung, vây hãm đội quân Khối thịnh vượng chung ở Smolensk gồm 1.600 binh sĩ với 170 quân pháo binh dưới sự chỉ huy của Voivensk của Smolensk, Aleksander Korwin Gosiewski vào tháng 12/1632. Đến Smolensk, quân Nga nã đại bác vào thành và lính Nga tấn công mãnh liệt làm quân của Khối thịnh vương chung bị thiệt hại một số. Để cứu nguy, tân vương Ba Lan đã đề nghị Quốc hội cho viện binh ra cứu thành Smolensk. Đề nghị nhanh chóng được chấp thuận và Quốc hội chuẩn y một khoảng chiến phí 6,5 triệu zlotys, 21.500 quân và khoảng 10.000 ngựa chiến. Đến mùa hè năm 1633, viện binh của vua Ba Lan sang Smolensk với 25.000 người và tiếp tục đến tháng 9 thì tăng lên thêm 14.000 người nữa, nâng tổng số quân Khối thịnh vượng chung là 36.000 người. Phòng ngừa sự phản công của Khối thịnh vượng chung, vua Nga điều thêm 25.000 quân nữa sang Smolensk; tiếp đó quân Cossak với khoảng 20.000 người nữa ra hỗ trợ quân triều đình Nga, đã đồng loạt tấn công vào Smolensk. 
Quân đội của Khối thịnh vượng chung ra sức chống trả quyết liệt. Ở trong Ba Lan, nhà vua đưa ra chiến trường lực lượng pháo binh mạnh mẽ (đưa lính ngự lâm vào bắn pháo), phổ biến toàn quân cách xây dựng pháo đài theo ý tưởng phương Tây để quân đội thực hành. Kết quả, kỵ binh của Khối thịnh vượng chung ở Smolensk đã đẩy lùi hiệu quả cuộc tấn công của quân Nga, buộc họ phải ở trong chiến hào. Trong một loạt các cuộc đụng độ dữ dội, các lực lượng Thịnh vượng chung dần dần đánh chiếm các pháo đài của Nga, và cuộc vây hãm đã đến giai đoạn cuối cùng của nó vào cuối tháng Chín. Bị vây hãm lâu ngày và không có viện trợ từ triều đình Nga, quân Nga ở Smolensk đầu hàng. Tướng Nga là Shein khởi sự đàm phán với Khối thịnh vượng chung ở Smolensk, ký Hòa ước Polyanovka (30/4/1634). Theo Hòa ước, Nga phải bồi thường chiến phí là 20.000 ruble và phải giải tán phần lớn lực lượng pháo binh, đổi lại vua Ba Lan từ bỏ các danh hiệu Đại công ở Nga.

#### Chiến dịch với Ottoman

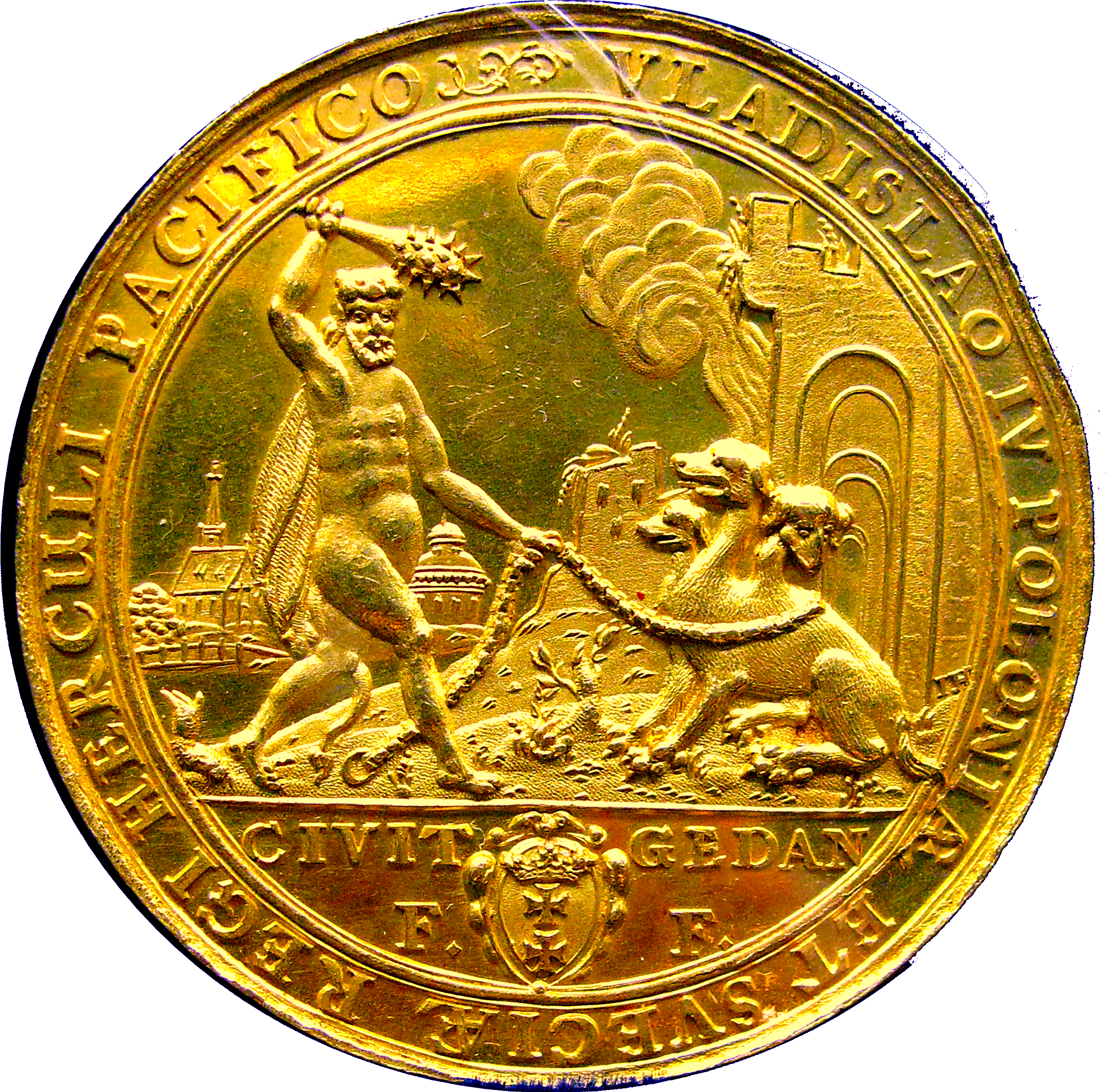
Mề đay 12 ducat được đúc năm 1637 kỉ niệm chiến thắng của Władysław IV trước người Nga, Ottoman và Thụy Điển.

Sau chiến dịch Smolensk, Khối thịnh vượng chung đã bị đe dọa bởi một cuộc tấn công khác của Đế chế Ottoman. Khi đang chiến tranh với Nga, vua Ba Lan cử một đội quân dưới sự chỉ huy của hetman Stanisław Koniecpolski để tiến về biên giới phía nam để ngăn chặn Ottoman tấn công. Kết quả, hiệp ước hòa bình được ký kết với nội dung là kiềm chế các cuộc tấn công biên giới bởi Cossacks và Tatars, Ottoman thừa nhận Khối thịnh vượng chung là quốc gia độc lập có chủ quyền.

#### Chiến dịch với Thụy Điển
Kết thúc chiến dịch phía nam, vua Ba Lan quay sang Thụy Điển. Lợi dụng vua Thụy Điển Gustav II Adolf vừa mất và chính quyền Thụy Điển đang lục đục, Hiệp ước của chiến tranh Ba Lan - Thụy Điển vừa hết hạn, vua Ba Lan khởi sự chiến tranh với Thụy Điển nhằm mục đích: chiếm lại ngôi vua Thụy Điển (Wladyslaw IV ngay từ lúc lên ngôi đã muốn chiếm ngai vàng Thụy Điển, song bị Tể tướng Thụy Điển Axel Oxenstierna bác bỏ)., cướp đoạt một số vùng đất của Thụy Điển chiếm đóng để mở rộng lãnh thổ. Thụy Điển, bị suy yếu bởi sự tham gia trong Chiến tranh Ba mươi năm, tuy nhiên đã mở ra một giải pháp hòa bình. Władysław không thể chống lại quyết định của Sejm và Thượng viện, và đồng ý ủng hộ hiệp ước. Vì vậy, cả hai bên đã nhất trí ký Hiệp ước Stuhmsdorf (Sztumska Wieś) vào ngày 12 tháng 9 năm 1635, thuận lợi cho Khối thịnh vượng chung, giành lại lãnh thổ Phổ, và kêu gọi Thụy Điển giảm thuế quan đối với thương mại hàng hải

### Chính trị
Sau khi lên ngôi, Wladyslaw IV tính đến việc chiếm lấy ngai vàng Thụy Điển sau khi vua Gustav II Adolf qua đời. Vua Ba Lan tìm cách hòa giải với Thụy Điển để phục vụ mưu đồ trên, nhưng bị Tể tướng Thụy Điển bác bỏ thẳng thừng.
Władysław IV tiếp tục củng cố quan hệ với Đế quốc La Mã Thần thánh và từ chối quan hệ với các kẻ thù của Đế quốc La Mã Thần thánh, nhất là Pháp. Năm 1635, Hồng y Richelieu đề nghị được liên minh với Ba Lan nhằm chia sẻ quyền lợi ở vùng Silesia, nhưng vua Ba Lan lịch sự từ chối vì không muốn Cộng đồng Công giáo bị rối loạn và quyền lực của mình hiện đang bị hạn chế bởi Quốc hội Ba Lan.
Dầu vậy, Wladyslaw vẫn cố gắng giữ vai trò dẫn đầu hệ thống chính trị châu Âu, người trung gian hòa bình cho Chiến tranh Ba Mươi Năm. Sau cuộc đình chiến của Stuhmsdorf, Władysław ngày càng nhận ra rằng triển vọng của mình để lấy lại ngai vàng Thụy Điển là mờ nhạt. Trong những năm 1636-1638, Wladyslaw đề ra nhiều cải cách mới: (1) bảo vệ một vùng đất có di sản để ngăn ngừa thay đổi chính quyền về sau; (2) thiết lập một cấu trúc xã hội mới nhằm giảm quyền lực của quý tộc; (3) tăng mức thuế trong thương mại nhằm phá vỡ độc quyền của quý tộc tư sản và thương gia. Nhưng cải cách này bị thất bại do sự chống đối quyết liệt của các đại quý tộc, những đạo luật hạn chế quyền lực của vua tại Quốc hội.

### Hôn nhân
Sau khi lên ngôi, Wladyslaw được sắp đặt hôn nhân với Công chúa Elisabeth của Bohemia (con gái của Frederick V, tuyển hầu Palatine). Nhưng các quý tộc Ba Lan theo Công giáo đã bác bỏ cuộc hôn nhân này, vì sợ nhà vua sẽ nghe vợ để theo Tin lành.
Năm 1636, Wladyslaw được Hoàng đế La Mã thần thánh Ferdinand II mai mối làm quen với Nữ Tổng giám mục Cecilia Renata của Áo (em gái của Hoàng đế Ferdinand III trong tương lai). Sau chuyến thăm của Hoàng đế và Nữ Tổng giám mục Cecilia đến Warsaw, Wladyslaw cử sứ giả Jerzy Ossoliński đến gặp Hoàng đế La Mã thần thánh để bàn việc hôn nhân. Được sự hậu thuẫn của cha dòng Phanxicô là Walerian Magni và Kasper Doenhoff, Hoàng đế chấp thuận. Hoàng đế La Mã thần thánh Ferdinand II gửi hồi môn 100.000 złoty, chi tiền cấp dưỡng cho hai người mẹ của vua Ba Lan: Anna và Konstance; chấp nhận luôn phong cho con trai của cặp vợ chồng Władysław và Nữ Tổng Giám mục Cecilia Renata được làm công tước Opole và Racibórz ở Silesia. Sau cái chết bất ngờ của cha mình, Thái tử lên ngôi là Ferdinand III của Thánh chế La Mã xúc tiến và hai nước Ba Lan - La Mã thần thánh chính thức ký một văn bản "liên minh chính trị". Theo văn bản này, Ba Lan (Khối thịnh vượng chung) không ký bất kỳ hiệp ước nào với kẻ thù để chống lại Habsburgs, chuyển giao quyền của mình cho ngai vàng Thụy Điển trong trường hợp hai vợ chồng không có con thừa kế. Đổi lại, Habsburg hứa sẽ hỗ trợ những nỗ lực của ông để lấy lại vương miện Thụy Điển, và chuyển giao cho ông một số lãnh thổ trong trường hợp có lợi trong cuộc chiến chống lại người Ottoman. Cuộc hôn nhân được tổ chức hoành tráng vào ngày 12/9/1637.

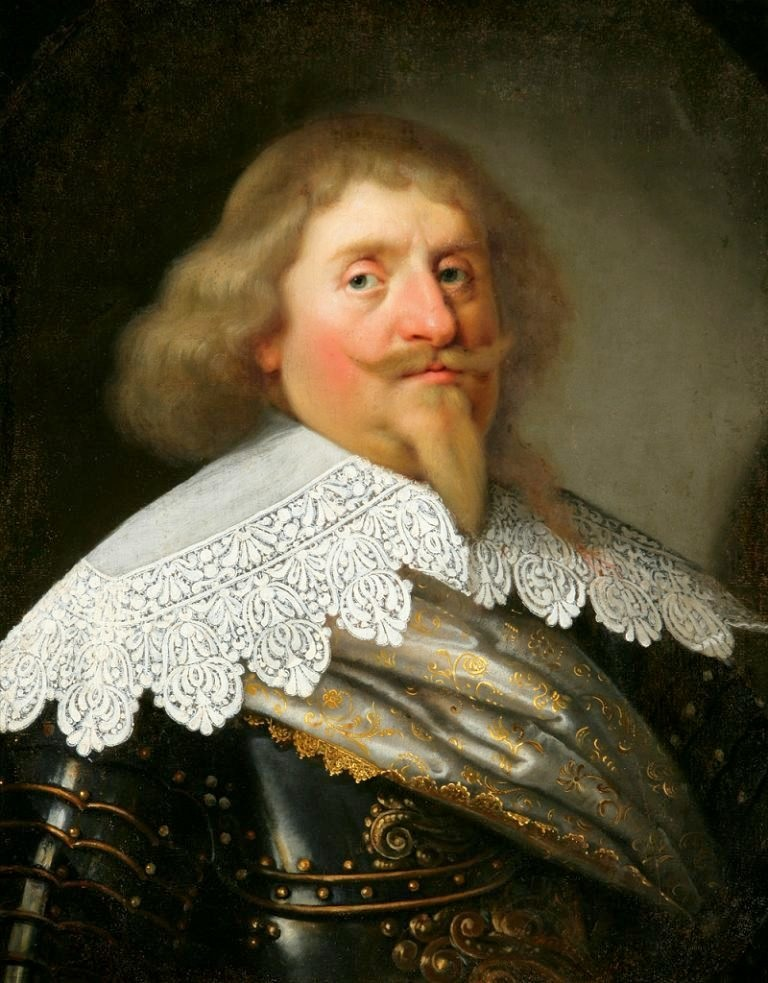
Chân dung Władysław IV khoảng năm 1644. Họa phẩm được cho là của Pieter Claesz Soutman.

Sau cuộc hôn nhân, tình hình Khối thịnh vượng chung đang xuống dốc thảm hại: Wladyslaw dự tính đem quân sang giúp Hoàng đế La Mã thần thánh đánh Inflanty vào năm 1639; lại lập liên minh với Tây Ban Nha chống lại Pháp trong 1640-1641 và 1641-1643, với Đan Mạch chống lại Thụy Điển. Wladyslaw cũng tìm cách hòa giải giữa Công giáo và Tin lành, nhưng không thành công. Ông cố gắng tổ chức một hội nghị tại Toruń (Thorn) bắt đầu vào ngày 28 tháng 1 năm 1645, nhưng nó không đạt được bất kỳ kết luận nào.
Sau cái chết của Cecilia vào năm 1644, mối quan hệ giữa Władysław và Habsburgs phần nào bị nới lỏng. Đổi lại, quan hệ với Pháp được cải thiện, và cuối cùng Władysław kết hôn với công chúa Pháp Ludwika Maria Gonzaga de Nevers, con gái của Karol I Gonzaga, hoàng tử de Nevers, năm 1646
Đến cuối đời, Władysław khởi sự chiến tranh với Ottoman bất chấp sức khỏe bị suy sụp khi biết tin quân Ottoman bất ngờ tấn công làm 30.000 người dân ở Khối thịnh vương chung bị chết. Lúc đầu, nhà vua tìm cách chiêu mộ quân Cossack và thuyết phục các quý tộc ở Quốc hội chấp thuận cuộc viễn chinh này, nhưng bị Quốc hội từ chối. Lần khác, nhà vua vận động được ông trùm Jeremi Wiśniowiecki (người tổ chức các cuộc tập trận quân sự gần biên giới Ottoman) hỗ trợ chiến phí. Nhưng cái chết bất ngờ của con trai mới 7 tuổi là Sigismund Casimir (con của Cecilia) làm nhà vua suy sụp hẳn (ông còn một con trai nữa là Władysław Konstanty, đã sang làm tướng ở Thụy Điển thời nữ hoàng Christina)

## Băng hà
Trong khi săn bắn gần Merkinė (Merecz) vào đầu năm 1648, Władysław bị bệnh sỏi mật hoặc sỏi thận. Tình trạng của ông trở nên xấu đi vì uống sai thuốc điều trị. Ông được yêu cầu trở về hoàng cung và qua đời khoảng 2 giờ sáng trong đêm 20 tháng 5 năm 1648.
Nhà vua qua đời mà không có người thừa kế hợp pháp. Wladyslaw được thừa kế thành công bởi người em cùng cha khác mẹ là Jan II Kazimierz Waza

### In-line
1. ↑  Czapliński, Władysław (1976). Władysław IV i jego czasy [Władysław IV and His Times] (in Polish). Warsaw: PW "Wiedza Poweszechna", p.11
2. ↑  Czapliński, Władysław (1976). Władysław IV i jego czasy [Władysław IV and His Times] (in Polish). Warsaw: PW "Wiedza Poweszechna", pp. 11, 18
3. ↑  Czapliński, Władysław (1976). Władysław IV i jego czasy [Władysław IV and His Times] (in Polish). Warsaw: PW "Wiedza Poweszechna", p.18
4. ↑  Bohun, Tomasz; Rosalak, Maciej (ngày 24 tháng 7 năm 2007). "Władysław IV Waza 1595–1658". Rzeczpospolita and Mówią Wieki. Władcy Polski (in Polish), p. 4.
5. ↑  Czapliński 1976, p. 22
6. ↑  Czapliński 1976, p. 22.
7. 1 2  Bohun & Rosalak 2007, p. 4.
8. ↑  Bohun & Rosalak 2007, p. 5.
9. ↑  Czapliński 1976, pp. 19–21.
10. ↑  Czapliński 1976, p. 23.
11. ↑  Bohun & Rosalak 2007, p. 8.
12. ↑  Kamiński, Czesław; Kurpiewski, Janusz (1984). Katalog monet polskich 1632–1648 (Władysław IV) (in Polish). Warsaw: Krajowa Agencja Wydawnicza. OCLC 12805200, p. 11
13. ↑  Bohun & Rosalak 2007, p. 9.
14. ↑  Czapliński 1976, p. 52
15. 1 2  Czapliński 1976, pp. 63–66.
16. ↑  Bohun & Rosalak 2007, p. 11.
17. ↑  Bohun, Tomasz; Rosalak, Maciej (ngày 24 tháng 7 năm 2007). "Władysław IV Waza 1595–1658". Rzeczpospolita and Mówią Wieki. Władcy Polski (in Polish)
18. ↑  Bohun & Rosalak 2007, p. 12.
19. ↑  Czapliński, Władysław (1959). Na Dworze Króla Władysława IV [At the Court of King Władysław IV] (in Polish). Warsaw: Ksiażka i wiedza. OCLC 577964149.
20. ↑  Gierowski, Józef Andrzej (1979). Historia Polski, 1505–1764. Państwowe Wydawnictwo Naukowe. pp. 235–236. ISBN 83-01-00172-0.
21. ↑  Albrecht Stanisław Radziwiłł, Pamiętnik o dziejach w Polsce, t. I, PIW, 1980
22. ↑  Nagielski, Mirosław (2006). Diariusz kampanii smoleńskiej Władysława IV 1633–1634. DiG. ISBN 83-7181-410-0, p. 12 - 13
23. ↑  Gierowski, Józef Andrzej (1979). Historia Polski, 1505–1764. Państwowe Wydawnictwo Naukowe. pp. 235–236. ISBN 83-01-00172-0.
24. ↑  Czapliński 1976, pp. 171–176
25. ↑  Czapliński 1976, pp. 128–133
26. ↑  Czapliński 1976, pp. 190–191, 196–197
27. ↑  Czapliński 1976, pp. 200–201
28. ↑  Czapliński 1976, pp. 208–211
29. 1 2  Czapliński 1976, pp. 240–258
30. ↑  Czapliński 1976, p. 213
31. ↑  Czapliński 1976, pp. 214–215
32. ↑  Czapliński 1976, pp. 348–352
33. ↑  Czapliński 1976, p. 347
34. ↑  Đổi lại, quan hệ với Pháp được cải thiện, và cuối cùng Władysław kết hôn với công chúa Pháp Ludwika Maria Gonzaga de Nevers, con gái của Karol I Gonzaga, hoàng tử de Nevers, năm 1646
35. ↑  Czapliński 1976, tr. 55.
36. ↑  Kwiatkowski 1823, tr. 359.
37. ↑  Czapliński 1976, tr. 379–380.
38. 1 2  Czapliński 1976, tr. 120–121.
39. Władysław IV Waza 1595–1658. Władcy Polski Nr 23. Rzeczpospolita và Mówią Wieki. Various authors and editors. ngày 24 tháng 7 năm 2007.